# 三神吾朗
三神 吾朗（みかみ ごろう、1889年〈明治22年〉11月6日 - 1958年〈昭和33年〉6月24日）は、日本のプロ野球選手。日本にまだプロ野球が存在していない時代に、アメリカのプロ野球チーム「オール・ネイションズ」でプレーした。守備位置は外野手、遊撃手、投手、一塁手。
アマチュアテニス選手で、早稲田大学の「三神記念コート」にその名前を残す三神八四郎は兄。姪に医学者の三神美和、甥に英文学者の三神勲（美和の弟）がいる。

## 経歴
山梨県中巨摩郡大鎌田村（現・甲府市）出身。豪族で甲府電灯会社（後に東京電力が吸収合併）の創業者である父・三神有長、母・三神とよの間に、11人兄弟の五男として生まれる。
旧制甲府中学校（現・山梨県立甲府第一高等学校）を経て1908年（明治41年）、早稲田大学に進学し、野球部に入部。中学時代は投手であったため大学でも始めは投手を務めたが、早稲田野球部の先輩であった飛田穂洲が「（入部当初の三神は）酷評すれば僅かに球を投げる術を知っていたに過ぎなかった」と評する程度の実力で（これは、当時の山梨県では野球がほとんど盛んではなかったことに起因する）、試合には出場できず、打撃投手のみを務めていた。しかし外野手に転向して後は頭角を現し、レギュラーとなる。1910年（明治43年）、野球部がアメリカ遠征をした際のメンバーにも選出された。
1913年（大正2年）、ノックス大学へ留学。野球部に入部し、主に遊撃手、時に投手を務め、「この日本人選手こそは、わが大学チームの命であって、彼が走塁を始めたら、もう誰もアウトにすることができない」と校史に記録されたほどの走塁と、フィールディングの良さからチームの中心選手となる。1915年（大正4年）にはキャプテンも務めた。
1914年（大正3年）の夏休みに、有色人種（当時の大リーグでは有色人種は入団できなかった）を含めて編成される独立巡業プロチーム「オール・ネイションズ」（後のカンザスシティ・モナークス）に参加。
1916年（大正5年）イリノイ大学の修士課程に進学して経済学を専攻、1917年に修士号を取得した。その後三井物産に勤務した。イリノイ大学進学以降は野球をプレーしなかったと見られる。
1958年（昭和33年）6月24日、胃穿孔のため死去した。墓所は青山霊園。

## 後世の研究
三神は、日本のマスコミなどはおろか家族に対しても自分がオール・ネイションズでプレーしていたことを話しておらず、そのため、野球研究家からも、長くの間早稲田野球部の一OBというだけだと思われていた。一方、オール・ネイションズに「ジャップ・ミカド」というニックネームの日本人選手が居たことはアメリカの野球研究家の間では早くに判明していたが、その正体については判明していなかった。
1994年（平成6年）になって、永田陽一、横田順彌、佐山和夫の研究によって、三神がオール・ネイションズでプレーしていたことが判明し、ジャップ・ミカド=三神吾朗が定説となった。
しかし、その後さらに研究が進み、ジャップ・ミカドという名前については、三神以前にチームに所属していた東洋人が代々名乗っていたもので、三神自身はこのニックネームを拒否していた可能性が高いことが明らかになっている。

## 遺族の証言
三神の妻によれば、三神は野球から離れた後もアマチュアの六大学野球は見に行っていたが、プロ野球には興味を示さず、むしろプロ野球を「あんなもの」と言って軽蔑していたという。妻や二人の娘はプロ野球選手だった話を三神から一度も聞いたことがなかった。ただし甥で英文学者の三神勲によると、聴取者参加型ラジオ番組の『私は誰でしょう』に、「アメリカで初めてプロ野球の試合に出た日本人」として名乗り出てみようかと吾朗が言い出したことはあったという。周囲の反対もあり実際には出演応募しなかった。
オール・ネイションズは巡業プロチームで、各地の地元野球チームと対戦することで経営を成り立たせていた。このため試合では手加減してわざと接戦を演じて見せることも珍しくなかった。また所属選手たちは野球以外のアトラクション（音楽演奏やダンスなど）にも参加させられた。こうした経済優先主義のプロ野球興行は、求道的なアマチュア野球で育った三神からすると受け入れ難い不快なものだったと考えられる。三神はおそらくオール・ネイションズ側からの誘いを受けて腕試しのつもりでチームに参加したものの、実際に体験したプロ野球に幻滅したため、プロ野球選手だったことをあまり語らなかったのではないかと佐山和夫は推測している。